# Holochlamys
Holochlamys é um género de plantas com flor pertencente à família Araceae. O género é monotípico, tendo como única espécie Holochlamys beccarii.